# Kleppestø
Kleppestø is een plaats op het eiland Askøy, in de provincie Vestland in het westen van Noorwegen. Het dorp is het bestuurlijk centrum van de gemeente Askøy.